# Џејмс Бачелер Самнер
Џејмс Бачелер Самнер (енгл. James Batcheller Sumner; Кантон, 19. новембар 1887 — Бафало, 12. август 1955) био је амерички хемичар. Открио је да се ензими могу кристализовати, за шта је 1946. поделио Нобелову награду за хемију са Џоном Хауардом Нортропом и Венделом Мередитом Стенлијем. Такође је први доказао да су ензими протеини.

## Биографија
Самнер је рођен 19. новембра 1887. у Кантону, Масачусетс.
Током лова, када је имао 17 година, Самнера је случајно погодио пратилац и као резултат тога, лева рука му је морала бити ампутирана тик испод лакта. Пре несреће био је леворук, након чега је морао да научи да ради десном руком.
Самнер је дипломирао на Универзитету Харвард 1910. године, где се упознао са истакнутим хемичарима као што су Роџер Адамс, Фарингтон Данијелс, Френк К. Вајтмор, Џејмс Брајант Конант и Чарлс Лоринг Џексон. Након кратког периода рада у фабрици плетива памука у власништву његовог стрица, прихватио је наставничко место на Мт. Алисон колеџу у Саквилу, Њу Брунсвик, Канада; 1912. године отишао је на студије биохемије на Медицинском факултету Харвард и стекао докторат 1914. код Ота Фолина. Потом је радио као доцент за биохемију на Медицинској школи Корнел у Итаки, Њујорк.
Самнер се оженио са Сид Рикетс (рођена Берта Луис Рикетс у Брукхејвену, Мисисипи) док је она похађала медицинску школу у Корнелу. Венчали су се 10. јула 1915. године и добили четворо деце. Развели су се 1930. године, али она је задржала своје венчано презиме. Сид Рикетс Самнер је постала ауторка, писала је књиге које су укључивале Tammy Tell Me True, по којој је снимљен филм Tammy and the Bachelor, и Quality, која је постала филм Pinky. Сид Рикетс Самнер је убио њихов унук Џон Р. Катлер 1970.
1931. Самнер се оженио са Агнес Лундквист. 1943. су се развели; касније те године оженио се Мери Бејер, са којом је имао двоје деце.

## Истраживање
1917. године у Корнелу је Самнер започео своја истраживања изоловања ензима у чистом облику; подвиг који никада раније није постигнут. Ензим са којим је радио био је уреаза коју је изоловао из пасуља. Самнеров рад био је неуспешан дуги низ година и многе његове колеге су биле сумњичаве, верујући да је оно што покушава да постигне немогуће, али је 1926. показао да се уреаза може изоловати и кристализовати. То је постигао мешањем пречишћене уреазе са ацетоном и затим хлађењем; у охлађеном раствору настала је кристалисана уреаза. Такође је хемијским тестовима могао да покаже да је његова чиста уреаза протеин. Ово је био први експериментални доказ да је ензим протеин, контроверзно питање у то време.
Успешно истраживање довело га је до професора на Корнелу 1929. године. Од 1924. године његова лабораторија налазила се на другом спрату нове научне зграде за млекарство, Stocking Hall (данас је ту Food Science), у Корнелу, где је радио своје истраживање награђено Нобеловом наградом. 1937. успео је да изолује и кристализује други ензим, каталазу. До тада је Џон Хауард Нортроп из Рокфелер Института сличним методама добио друге кристалне ензиме, почевши од пепсина 1929. године. Постало је јасно да је Самнер осмислио општу методу кристализације ензима, као и да су сви ензими протеини.

## Почасти и награде
Године 1937. добио је Гугенхајм стипендију и провео је пет месеци у Шведској радећи са професором Теодором Сведбергом. Такође те године, добио је награду Шеле (Scheelepriset) у Стокхолму.
И Самнер и Нортроп, заједно са Венделом М. Стенлијем, поделили су Нобелову награду 1946. године за кристализацију ензима. Самнер је 1947. године постао директор Корнелове лабораторије за хемију ензима. Самнер је изабран за Националну академију наука 1948. 1949. године изабран је за члана Америчке академије уметности и науке.

## Смрт
Самнер је умро у 67. години од рака у Бафалу у држави Њу Јорк 12. августа 1955.